# Christopher Randolph
Christopher Randolph (Boston, 1959) è un doppiatore e attore statunitense noto per essere la voce anglofona di Otacon nella serie videoludica Metal Gear.

## Biografia
È fratello della cantante Tod Randolph e del cantautore Nick Randolph della band Stonehoney. Prima di ricevere il ruolo di Otacon nella serie Metal Gear si era proposto come voce di Solid Snake. In Metal Gear Solid è accreditato come Christopher Fritz. È anche attore e sceneggiatore teatrale. 

## Filmografia
- Doogie Howser - serie TV (1 episodio) (1993)
- Innamorati pazzi - serie TV (1 episodio) (1998)
- Will & Grace - serie TV (1 episodio) (2000)
- Così gira il mondo - serie TV (2 episodi) (2005)

## Doppiaggio
- Otacon in Metal Gear Solid,  Metal Gear Solid 2: Sons of Liberty, Metal Gear Solid: The Twin Snakes, Super Smash Bros. Brawl, Metal Gear Solid 4: Guns of the Patriots, Metal Gear Online, Super Smash Bros. Ultimate (1998-2018)
- Huey Hemmerich in Metal Gear Solid: Peace Walker, Metal Gear Solid V: Ground Zeroes, Metal Gear Solid V: The Phantom Pain (2010-2015)
- Voci aggiuntive in Mafia III (2016)